# Bilan saison par saison du Chamonix Hockey Club
Le Chamonix Hockey Club est un club français de hockey sur glace évoluant en Ligue Magnus. Le club existe depuis 1910 et cette page dresse un bilan des saisons depuis lors,.

## Controverses sur le Palmarès
Les informations ci-dessous sont parfois incomplètes du fait des imprécisions historiques. Ainsi, le titre 1926 est officiellement attribué à Chamonix, alors que certains historiens affirment que cette année le titre fut remporté par le Club des Sports d'Hiver de Paris. Le club de Chamonix n'aurait donc que 29 titres et non 30. Cependant, l'explication de ce chiffre, résiderait dans un hypothétique championnat qui aurait eu lieu en 1924 et remporté par Chamonix. De même, le titre 1937 est attribué officiellement aux Français Volants, alors que pour d'autres, il n'y eut aucun titre d'attribué.

## Résultats en Championnat de France
Note: PJ : parties jouées, V : victoires, VP : victoires en prolongation, D : défaites, N : matchs nuls, DP : défaites en prolongation, BP : buts pour, BC : buts contre, Diff : Différence de buts
| Saison    | Division       | PJ             | V              | VP             | N              | D              | DP             | BP             | BC             | Diff           | Phases                             | Résultats                                   | Classement final           |
| --------- | -------------- | -------------- | -------------- | -------------- | -------------- | -------------- | -------------- | -------------- | -------------- | -------------- | ---------------------------------- | ------------------------------------------- | -------------------------- |
| 1911-1912 |                | 1              | 0              |                |                | 1              |                | 1              | 9              | -8             | Finale en 1 match                  | Club des Patineurs de Paris                 | Vice-champion de France    |
| 1912-1913 |                | 1              | 0              |                |                | 1              |                | 1              | 12             | -11            | Finale en 1 match                  | Club des Patineurs de Paris                 | Vice-champion de France    |
| 1913-1914 |                | 1              | 0              |                |                | 1              |                | 0              | 14             | -14            | Finale en 1 match                  | Club des Patineurs de Paris                 | Vice-champion de France    |
| 1919-1920 |                | 1              | 0              |                |                | 1              |                | 2              | 3              | -1             | Finale en 1 match                  | Ice Skating Club Paris                      | Vice-champion de France    |
| 1920-1921 |                | 1              | 0              |                |                | 1              |                | 1              | 3              | -2             | Finale en 1 match                  | Ice Skating Club Paris                      | Vice-champion de France    |
| 1921-1922 |                | 1              | 0              |                |                | 1              |                | 2              | 6              | -4             | Finale en 1 match                  | Club des Sports d'Hiver de Paris            | Vice-champion de France    |
| 1922-1923 |                | 1              | 1              |                |                | 0              |                | 2              | 0              | +2             | Finale en 1 match                  | Club des Sports d'Hiver de Paris            | Champion de France         |
| 1924-1925 |                | 1              | 1              |                |                | 0              |                | 4              | 0              | +4             | Finale en 1 match                  | Club des Sports d'Hiver de Paris            | Champion de France         |
| 1925-1926 |                | 1              | 1              |                |                | 0              |                | 1              | 0              | +1             | Finale en 1 match                  | Club des Sports d'Hiver de Paris            | Champion de France         |
| 1926-1927 |                | 1              | 1              |                |                | 0              |                | 2              | 0              | +2             | Finale en 1 match                  | Club des Sports d'Hiver de Paris            | Champion de France[C]      |
| 1928-1929 |                | 1              |                | 1              |                | 0              |                | 1              | 0              | +1             | Finale en 1 match                  | Club des Sports d'Hiver de Paris            | Champion de France         |
| 1929-1930 |                | 1              | 1              |                |                | 0              |                | 2              | 0              | +2             | Finale en 1 match                  | Club des Sports d'Hiver de Paris            | Champion de France         |
| 1930-1931 | 1er série[A]   | 1              | 1              |                |                | 0              |                | 4              | 1              | +1             | Finale en 1 match                  | Club des Sports d'Hiver de Paris            | Champion de France         |
| 1931-1932 | 1er série      | forfait        | forfait        | forfait        | forfait        | forfait        | forfait        | forfait        | forfait        | forfait        | forfait                            | forfait                                     | 4e                         |
| 1932-1933 | 1er série      | 1              |                |                |                | 1              |                | 1              | 3              | -2             | Demi-finale                        | Racing Club de France                       | 4e                         |
| 1933-1934 | 1er série      | 2              | 1              |                |                | 1              |                | 2              | 7              | -5             | Demi-finale Finale                 | Diables de France Rapides de Paris          | Vice-champion de France    |
| 1934-1935 | 1er série      | 1              |                |                |                | 1              |                | 2              | 9              | -7             | Demi-finale                        | Stade français                              | 3e                         |
| 1935-1936 | 1er série      | 1              |                |                |                |                | 1              | 2              | 4              | -2             | Demi-finale                        | Stade français                              | 3e                         |
| 1936-1937 | 1er série      | 1              |                |                |                | 1              |                | 3              | 2              | -2             |                                    | Français Volants de Paris                   | Vice-champion de France[C] |
| 1937-1938 | 1er série      | non disponible | non disponible | non disponible | non disponible | non disponible | non disponible | non disponible | non disponible | non disponible | non disponible                     | non disponible                              | Vice-champion de France    |
| 1938-1939 | 1er série      | non disponible | non disponible | non disponible | non disponible | non disponible | non disponible | non disponible | non disponible | non disponible | non disponible                     | non disponible                              | Champion de France         |
| 1941-1942 | 1er série      | 1              | 1              |                |                |                |                | 7              | 1              | +6             | Finale                             | Français Volants de Paris                   | Champion de France         |
| 1943-1944 | 1er série      | 1              | 1              |                |                |                |                | 5              | 0              | +5             | Finale                             | Racing Club de France                       | Champion de France         |
| 1945-1946 | 1er série      | 2              | 2              |                |                |                |                | 10             | 2              | +8             | Championnat                        | 1er/3                                       | Champion de France         |
| 1948-1949 | 1er série      | 3[B]           | 3              |                |                |                |                | 10             | 4              | +6             | Poule Alpes Poule Finale           | 1er/4 1er/4                                 | Champion de France         |
| 1949-1950 | 1er série      | 3[B]           | 1              |                | 1              | 1              |                | 6              | 8              | -2             | Poule Alpes Poule Finale           | 1er/3 3e/4                                  | 3e                         |
| 1950-1951 | 1er série      | 3              | 2              |                | 1              |                |                | 28             | 10             | +18            | Poule Alpes Poule Finale           | Briançon 2e/3                               | Vice-champion de France    |
| 1951-1952 | 1er série      | 3              | 3              |                |                |                |                |                |                |                | Poule Alpes Finale en 1 match      | 1er/4 CO Billancourt                        | Champion de France         |
| 1952-1953 | 1er série      | 3              | 2              |                | 1              |                |                | 11             | 4              | +7             | Championnat                        | 2e/4                                        | Vice-champion de France    |
| 1953-1954 | 1er série      | non disponible | non disponible | non disponible | non disponible | non disponible | non disponible | non disponible | non disponible | non disponible | non disponible                     | non disponible                              | Champion de France         |
| 1954-1955 | 1er série      | non disponible | non disponible | non disponible | non disponible | non disponible | non disponible | non disponible | non disponible | non disponible | non disponible                     | non disponible                              | Champion de France         |
| 1955-1956 | 1er série      | 4              | 3              |                |                | 1[C]           |                | 41             | 3              | +38            | Championnat                        | 2e/5                                        | Vice-champion de France    |
| 1956-1957 | 1er série      | 2              | 0              |                |                | 2              |                | 3              | 12             | -9             | Formule championnat                | 3e/3                                        | 3e                         |
| 1957-1958 | 1er série      | non disponible | non disponible | non disponible | non disponible | non disponible | non disponible | non disponible | non disponible | non disponible | non disponible                     | non disponible                              | Champion de France         |
| 1958-1959 | 1er série      | non disponible | non disponible | non disponible | non disponible | non disponible | non disponible | non disponible | non disponible | non disponible | non disponible                     | non disponible                              | Champion de France         |
| 1959-1960 | 1er série      | non disponible | non disponible | non disponible | non disponible | non disponible | non disponible | non disponible | non disponible | non disponible | Finale en aller-retour             | Athletic Club de Boulogne-Billancourt       | Vice-champion de France    |
| 1960-1961 | 1er série      | 6              | 6              |                |                | 0              |                | 48             | 13             | +35            | Poule Alpes Finale en aller-retour | 1er/3 Athletic Club de Boulogne-Billancourt | Champion de France         |
| 1961-1962 | 1er série      | forfait        | forfait        | forfait        | forfait        | forfait        | forfait        | forfait        | forfait        | forfait        | forfait                            | forfait                                     | 2e                         |
| 1962-1963 | 1er série      | 12             | 11             |                |                | 1              |                | 108            | 28             | +80            | Alpes Finale Nationale             | 1er/4 1er/4                                 | Champion de France         |
| 1963-1964 | 1er série      | non disponible | non disponible | non disponible | non disponible | non disponible | non disponible | non disponible | non disponible | non disponible | Championnat                        | 1er/6                                       | Champion de France         |
| 1964-1965 | 1er série      | non disponible | non disponible | non disponible | non disponible | non disponible | non disponible | non disponible | non disponible | non disponible | non disponible                     | non disponible                              | Champion de France         |
| 1965-1966 | 1er série      | non disponible | non disponible | non disponible | non disponible | non disponible | non disponible | non disponible | non disponible | non disponible | non disponible                     | non disponible                              | Champion de France         |
| 1966-1967 | 1er série      | non disponible | non disponible | non disponible | non disponible | non disponible | non disponible | non disponible | non disponible | non disponible | non disponible                     | non disponible                              | Champion de France         |
| 1967-1968 | 1er série      | non disponible | non disponible | non disponible | non disponible | non disponible | non disponible | non disponible | non disponible | non disponible | Alpes Finale Nationale             | 2er/4 1er/4                                 | Champion de France         |
| 1968-1969 | 1er série      | non disponible | non disponible | non disponible | non disponible | non disponible | non disponible | non disponible | non disponible | non disponible | non disponible                     | non disponible                              | Vice-Champion de France    |
| 1969-1970 | 1er série      | non disponible | non disponible | non disponible | non disponible | non disponible | non disponible | non disponible | non disponible | non disponible | non disponible                     | non disponible                              | Champion de France         |
| 1970-1971 | 1er série      | 16             | 16             |                | 0              | 0              |                | 92             | 30             | +62            | Alpes-Provence Finale Nationale    | 1er/6 1er/4                                 | Champion de France         |
| 1971-1972 | 1er série      | 18             | 18             |                | 0              | 0              |                | 150            | 23             | +127           | Alpes-Provence Finale Nationale    | 1er/6 1er/4                                 | Champion de France         |
| 1972-1973 | 1er série      | non disponible | non disponible | non disponible | non disponible | non disponible | non disponible | non disponible | non disponible | non disponible | non disponible                     | non disponible                              | Champion de France         |
| 1973-1974 | Nationale A[A] | non disponible | non disponible | non disponible | non disponible | non disponible | non disponible | non disponible | non disponible | non disponible | non disponible                     | non disponible                              | Vice-Champion de France    |
| 1974-1975 | Nationale A    | non disponible | non disponible | non disponible | non disponible | non disponible | non disponible | non disponible | non disponible | non disponible | non disponible                     | non disponible                              | 4e                         |
| 1975-1976 | Nationale A    | non disponible | non disponible | non disponible | non disponible | non disponible | non disponible | non disponible | non disponible | non disponible | non disponible                     | non disponible                              | Champion de France         |
| 1976-1977 | Nationale A    | 18             | 11             |                | 2              | 5              |                | non disponible | non disponible | non disponible | Championnat                        | 3e/10                                       | 3e                         |
| 1977-1978 | Nationale A    | 18             | 6              |                | 3              | 9              |                | 91             | 88             | +3             | Championnat                        | 7e/10                                       | 7e                         |
| 1978-1979 | Nationale A    | 28             | 18             |                | 3              | 7              |                | 169            | 118            | +51            | Première phase Poule finale        | 1e/10 1e/6                                  | Champion de France         |
| 1979-1980 | Nationale A    | 28             | 19             |                | 1              | 8              |                | 174            | 143            | +31            | Première phase Poule finale        | 2e/10 2e/6                                  | Vice-champion              |
| 1980-1981 |                |                |                |                |                |                |                |                |                |                |                                    |                                             |                            |
| 1981-1982 |                |                |                |                |                |                |                |                |                |                |                                    |                                             |                            |
| 1982-1983 |                |                |                |                |                |                |                |                |                |                |                                    |                                             |                            |
| 1983-1984 |                |                |                |                |                |                |                |                |                |                |                                    |                                             |                            |
| 1984-1985 |                |                |                |                |                |                |                |                |                |                |                                    |                                             |                            |
| 1985-1986 |                |                |                |                |                |                |                |                |                |                |                                    |                                             |                            |
| 1986-1987 |                |                |                |                |                |                |                |                |                |                |                                    |                                             |                            |
| 1987-1988 |                |                |                |                |                |                |                |                |                |                |                                    |                                             |                            |
| 1988-1989 |                |                |                |                |                |                |                |                |                |                |                                    |                                             |                            |
| 1989-1990 |                |                |                |                |                |                |                |                |                |                |                                    |                                             |                            |
| 1990-1991 |                |                |                |                |                |                |                |                |                |                |                                    |                                             |                            |
| 1991-1992 |                |                |                |                |                |                |                |                |                |                |                                    |                                             |                            |
| 1992-1993 |                |                |                |                |                |                |                |                |                |                |                                    |                                             |                            |
| 1993-1994 |                |                |                |                |                |                |                |                |                |                |                                    |                                             |                            |
| 1994-1995 |                |                |                |                |                |                |                |                |                |                |                                    |                                             | '                          |
| 1995-1996 |                |                |                |                |                |                |                |                |                |                |                                    |                                             |                            |
| 1996-1997 |                |                |                |                |                |                |                |                |                |                |                                    |                                             |                            |
| 1997-1998 |                |                |                |                |                |                |                |                |                |                |                                    |                                             |                            |
| 1998-1999 |                |                |                |                |                |                |                |                |                |                |                                    |                                             |                            |
| 1999-2000 |                |                |                |                |                |                |                |                |                |                |                                    |                                             |                            |
| 2000-2001 |                |                |                |                |                |                |                |                |                |                |                                    |                                             |                            |
| 2001-2002 |                |                |                |                |                |                |                |                |                |                |                                    |                                             |                            |
| 2002-2003 |                |                |                |                |                |                |                |                |                |                |                                    |                                             |                            |
| 2003-2004 |                |                |                |                |                |                |                |                |                |                |                                    |                                             |                            |
| 2004-2005 |                |                |                |                |                |                |                |                |                |                |                                    |                                             |                            |
| 2005-2006 |                |                |                |                |                |                |                |                |                |                |                                    |                                             |                            |
| 2006-2007 |                |                |                |                |                |                |                |                |                |                |                                    |                                             |                            |
| 2007-2008 |                |                |                |                |                |                |                |                |                |                |                                    |                                             |                            |
| 2008-2009 |                |                |                |                |                |                |                |                |                |                |                                    |                                             |                            |
| 2009-2010 |                |                |                |                |                |                |                |                |                |                |                                    |                                             |                            |
| 2010-2011 |                |                |                |                |                |                |                |                |                |                |                                    |                                             |                            |
| 2011-2012 |                |                |                |                |                |                |                |                |                |                |                                    |                                             |                            |
| 2012-2013 |                |                |                |                |                |                |                |                |                |                |                                    |                                             |                            |
| 2013-2014 |                |                |                |                |                |                |                |                |                |                |                                    |                                             |                            |
| 2014-2015 |                |                |                |                |                |                |                |                |                |                |                                    |                                             |                            |
| 2015-2016 |                |                |                |                |                |                |                |                |                |                |                                    |                                             |                            |
| 2016-2017 |                |                |                |                |                |                |                |                |                |                |                                    |                                             |                            |
| 2017-2018 | Ligue Magnus   | 44             | 8              | 2              |                | 30             | 4              | 93             | 178            | -85            |                                    |                                             |                            |
| 2018-2019 | Ligue Magnus   |                |                |                |                |                |                |                |                |                |                                    |                                             |                            |